# Monstruos (álbum)
Monstruos es el tercer disco solista del cantautor español Leiva, lanzado en 2016.

## Lista de canciones
1. El Último Incendio - 4:00
2. Guerra Mundial - 4:06
3. Sincericidio - 4:13
4. Breaking Bad - 4:20
5. Dejándose Caer - 4:10
6. La Lluvia en los Zapatos - 3:41
7. Hoy Tus Ojos - 3:50
8. Monstruos - 4:05
9. Electricidad - 4:05
10. Medicina - 4:06
11. San Sebastián – Madrid - 4:13
12. Palermo No Es Hollywood - 3:10
- Datos: Q30906775